# Rudolf Dolejší
Rudolf Dolejší (21. května 1907 Královské Vinohrady – 27. září 1977) byl český fotbalista, obránce, československý reprezentant.

## Sportovní kariéra
Za československou reprezentaci odehrál 28. června 1926 přátelský zápas s Jugoslávií, který skončil výhrou 6-2, gól v něm nedal. Hrál za Rapid Praha a od roku 1926 za AC Sparta Praha.